# Liste de ponts d'Afghanistan
Cette liste de ponts d'Afghanistan a pour vocation de présenter une liste de ponts remarquables d'Afghanistan, tant par leurs caractéristiques dimensionnelles, que par leur intérêt architectural ou historique.
Elle est présentée sous forme de tableaux récapitulant les caractéristiques des différents ouvrages proposés, et peut-être triée selon les diverses entrées pour voir ainsi un type de pont particulier ou les ouvrages les plus récents par exemple. La seconde colonne donne la classification de l'ouvrage parmi ceux présentés, les colonnes Portée et Long. (longueur) sont exprimées en mètres et enfin Date indique la date de mise en service du pont.

## Ponts présentant un intérêt historique
|  |   | Nom           | Distinction | Long. | Type                         | Voie portée Voie franchie | Date | Localisation                         | Province | Ref.  |
|  | - | ------------- | ----------- | ----- | ---------------------------- | ------------------------- | ---- | ------------------------------------ | -------- | ----- |
|  | 1 | Pont de Mālān |             | 230   | Maçonnerie 15 arches brisées | Hari Rûd                  | 1110 | Hérat 34° 17′ 10″ N, 62° 11′ 28,7″ E | Hérât    | [ 1 ] |

## Grands ponts
Ce tableau présente les grands ouvrages d'Afghanistan (liste non exhaustive).
|                                              |   | Nom                                                    | Portée | Long. | Type                           | Voie portée Voie franchie | Date | Localisation                                                  | Province               | Ref.  |
| -------------------------------------------- | - | ------------------------------------------------------ | ------ | ----- | ------------------------------ | ------------------------- | ---- | ------------------------------------------------------------- | ---------------------- | ----- |
|                                              | 1 | Pont gazoduc de Kelif                                  | 660    | 660   | Suspendu Acier                 | Pipeline Amou-Daria       |      | Dali - Kelif 37° 20′ 42,4″ N, 66° 15′ 38,1″ E                 | Balkh Turkménistan     | [ 2 ] |
| Tem-Demogan Bridge                           | 2 | Pont de Tem-Demogan                                    | 135    | 135   | Suspendu Acier                 | Piandj                    | 2002 | Demogan - Tem 37° 31′ 40,7″ N, 71° 30′ 13,1″ E                | Badakhchan Tadjikistan | [ 3 ] |
|                                              | 3 | Pont de Darvaz                                         | 135    | 135   | Suspendu Acier                 | Piandj                    | 2004 | Darwaz - Darvoz 38° 27′ 11,5″ N, 70° 49′ 37,7″ E              | Badakhchan Tadjikistan |       |
| Afghanistan–Uzbekistan Friendship Bridge     | 4 | Pont de l'Amitié Afghanistan-Ouzbékistan               |        | 816   | Treillis Acier                 | Amou-Daria                | 1982 | Hairatan - Termez 37° 13′ 44,9″ N, 67° 25′ 39,6″ E            | Balkh Ouzbékistan      | [ 4 ] |
| Tajikistan–Afghanistan bridge at Panji Poyon | 5 | Pont de l'Amitié Tadjikistan-Afghanistan (Panji Poyon) |        | 672   | Mixte acier/béton Quadripoutre | Piandj                    | 2007 | Shir Khan Bandar - Panji Poyon 37° 11′ 33,5″ N, 68° 35′ 54″ E | Kondôz Tadjikistan     |       |